# Mierznica czarna
Mierznica czarna (Ballota nigra L.) – gatunek rośliny z rodziny jasnotowatych. Występuje w Afryce Północnej (Algieria, Maroko, Tunezja), całej niemal Europie oraz w Azji Zachodniej, na Kaukazie i Zakaukaziu. W polskiej florze archeofit, pospolicie występujący na całym obszarze. Roślina po zasuszeniu czernieje i stąd pochodzi jej nazwa gatunkowa.

## Morfologia

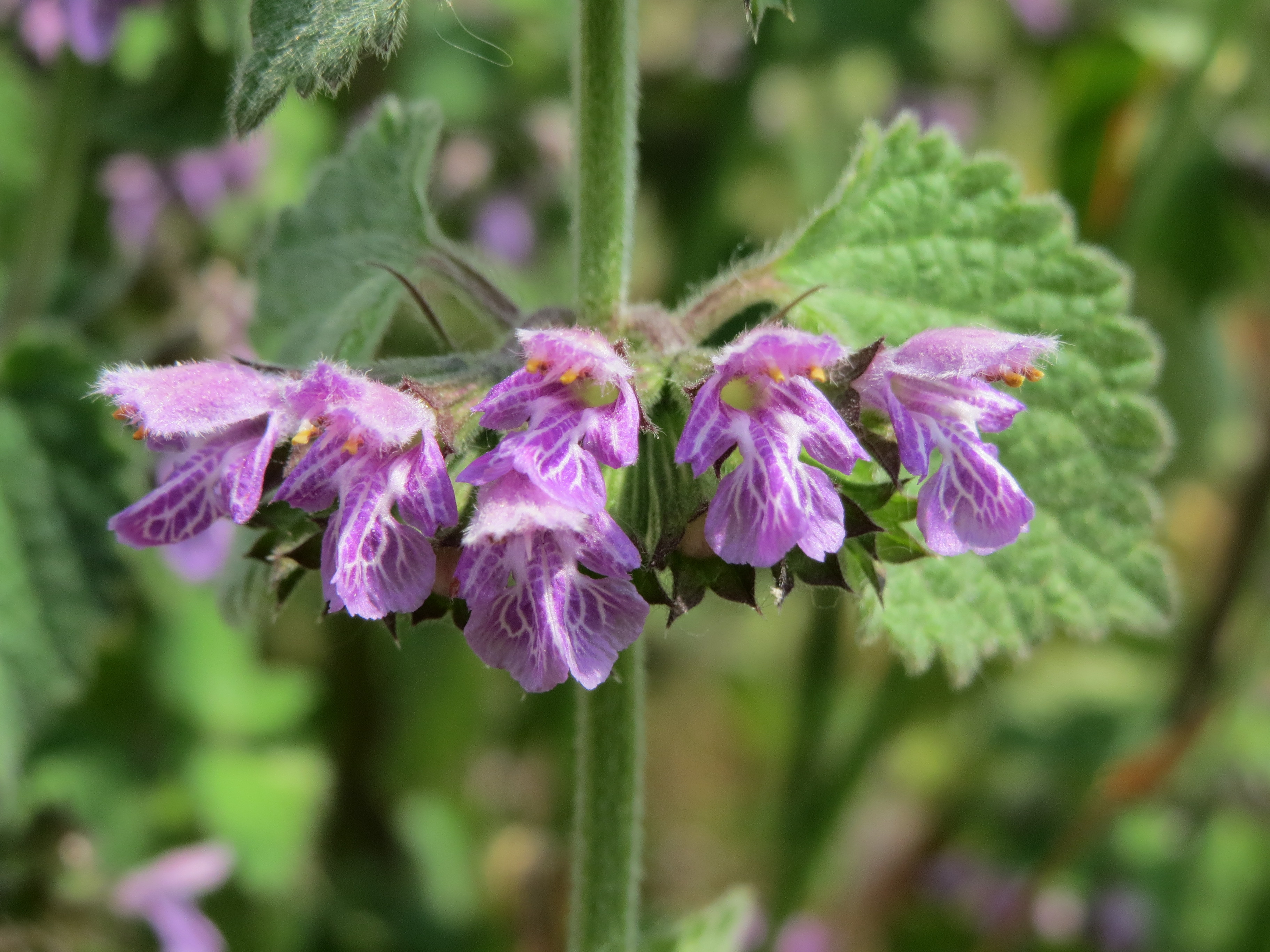
Kwiaty

ŁodygaWyraźnie czterokanciasta, podłużnie prążkowana, ciemnozielona lub czerwonawobrunatna, mniej lub bardziej owłosiona.
LiścieUlistnienie nakrzyżległe. Liście są szarawozielone, ogonkowe, blaszka jajowata lub okrągła i 2–4 cm szeroka. Brzeg jest nieregularnie karbowany, o nasadzie sercowatej lub klinowatej. Obie powierzchnie liścia pokryte są licznymi białawymi włoskami. Unerwienie jest pierzaste, wyraźne na dolnej powierzchni, lekko zagłębione na górnej.
KwiatyZebrane w gęste nibyokółki w kątach liści, na wyraźnych szypułkach. Kwiaty grzbieciste. Mają owłosiony, rurkowato-lejkowaty kielich o 10 wystających nerwach i rynienkowanych podłużnie ząbkach. Ma on długość 8–10 mm, ząbki kielicha 3–4 mm. Jasnoróżowa lub różowo-liliowa korona kwiatu ma długość 13–17 mm. Jej górna warga jest w częściowo owłosiona (owłosienie typu gwiazdkowego).
OwoceRozłupki o długości do 2 mm.

## Biologia i ekologia
- Cechy fitochemiczne: Po zgnieceniu roślina wydziela nieprzyjemny zapach[5].
- Rozwój: Bylina, hemikryptofit lub chamefit. Przedprątne[6] kwiaty kwitną od czerwca do września.
- Siedlisko: przydroża, pola uprawne (chwast), roślina ruderalna.
- W klasyfikacji zbiorowisk roślinnych gatunek charakterystyczny dla Ass. Leonuro-Ballotetum[7].
- Jest podstawową rośliną żywicielską ekspansywnego pluskwiaka siedliszka sześcioplamego (Tritomegas sexmaculatus)[8].
- Liczba chromosomów 2n=22.

## Zmienność
Gatunek zróżnicowany na osiem podgatunków:
- Ballota nigra subsp. anatolica P.H.Davis – Turcja i Iran
- Ballota nigra subsp. anomala Greuter – Grecja
- Ballota nigra subsp. foetida (Vis.) Hayek – Europa
- Ballota nigra subsp. kurdica P.H.Davis – Turcja, Irak, Iran
- Ballota nigra subsp. nigra – cały zasięg gatunku
- Ballota nigra subsp. ruderalis (Sw.) Briq. – kraje śródziemnomorskie
- Ballota nigra subsp. sericea (Vandas) Patzak – Albania, Macedonia i Grecja
- Ballota nigra subsp. velutina (Posp.) Patzak – Słowenia i Chorwacja

## Zastosowanie

### Roślina lecznicza
Surowiec zielarskiZiele mierznicy czarnej (Ballotae nigrae herba) – wysuszone, kwitnące szczyty pędów. Zawiera m.in. olejek eteryczny (o niezbyt przyjemnym zapachu), garbniki, pektyny i kwasy organiczne.
Działanie i zastosowanieHerbatka z ziela mierznicy czarnej (1 łyżeczkę rozdrobnionego suszu zalać 1 szklanką wrzątku i parzyć pod przykryciem 15–20 minut, przecedzić i w razie konieczności pić 3 razy dziennie po 1/2 szklanki) to dość skuteczny lek, zalecany do stosowania w rozlicznych dolegliwościach nerwicowych i psychicznych – w depresji, stanach lękowych, neurastenii, w bezsenności, ogólnym wyczerpaniu psychicznym. Ponadto także w migrenie, przeziębieniu i grypie (ma bowiem działanie napotne). Zewnętrznie można stosować – jako środek łagodzący bóle reumatyczne i nerwobóle – okłady ze świeżego ziela mierznicy.